# Луосоа
Луосоа́ (фр. Louhossoa) — коммуна во Франции, находится в регионе Аквитания. Департамент — Атлантические Пиренеи. Входит в состав кантона Баигюра-э-Мондаррен. Округ коммуны — Байонна.
Код INSEE коммуны — 64350.

## География

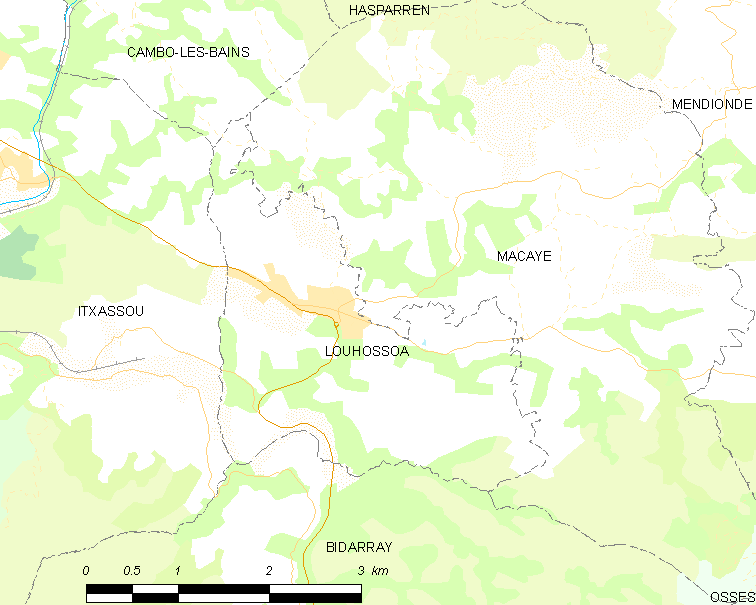
Карта коммуны

Коммуна расположена приблизительно в 680 км к юго-западу от Парижа, в 180 км южнее Бордо, в 80 км к западу от По.
На юго-западе коммуны протекает река Нив.

## Климат
Климат тёплый океанический. Зима мягкая, средняя температура января — от +5°С до +13°С, температуры ниже −10 °C бывают редко. Снег выпадает около 15 дней в году с ноября по апрель. Максимальная температура летом порядка 20-30 °C, выше 35 °C бывает очень редко. Количество осадков высокое, порядка 1100 мм в год. Характерна безветренная погода, сильные ветры очень редки.

## Население
Население коммуны на 2010 год составляло 887 человек.
| 1962 | 1968 | 1975 | 1982 | 1990 | 1999 | 2010 |
| ---- | ---- | ---- | ---- | ---- | ---- | ---- |
| 481  | 452  | 505  | 508  | 521  | 581  | 887  |

## Администрация
| Период | Период | Фамилия          | Партия | Примечания |
| ------ | ------ | ---------------- | ------ | ---------- |
| 1959   | 1965   | Жан Батист Дибар |        | рантье     |
| 1965   | 1977   | Жан Амеде Дибар  |        | рантье     |
| 1977   | 1989   | Гастон Эчебеэр   |        | пекарь     |
| 1989   | 2008   | Франсуа Сеза     |        | учитель    |
| 2008   | 2020   | Жан-Пьер Аррье   |        |            |

## Экономика
В 2010 году среди 562 человек трудоспособного возраста (15—64 лет) 440 были экономически активными, 122 — неактивными (показатель активности — 78,3 %, в 1999 году было 69,2 %). Из 440 активных жителей работали 413 человек (225 мужчин и 188 женщин), безработных было 27 (7 мужчин и 20 женщин). Среди 122 неактивных 51 человек были учениками или студентами, 33 — пенсионерами, 38 были неактивными по другим причинам.

## Фотогалерея

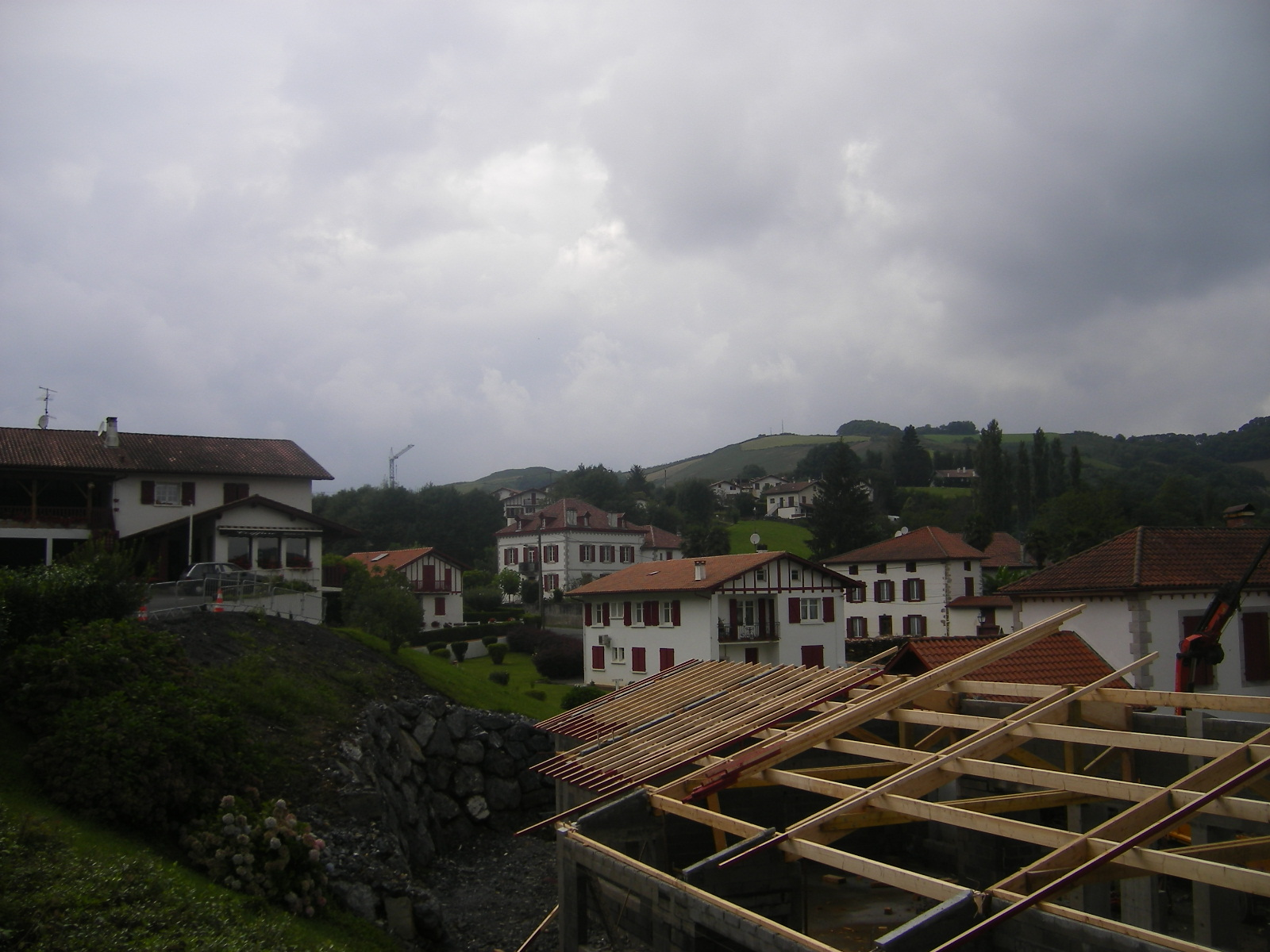
Луосоа
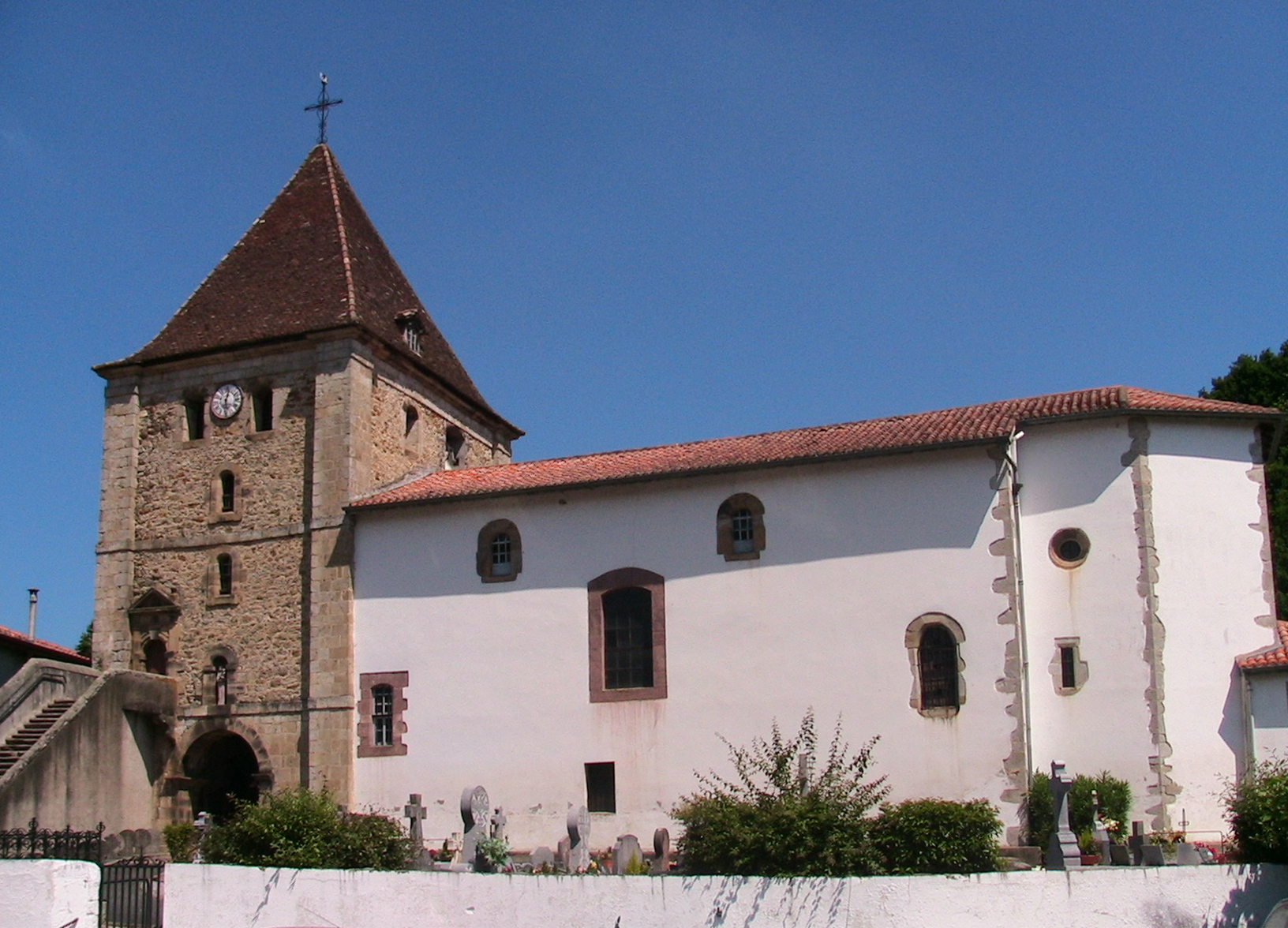
Церковь Успения Божьей Матери
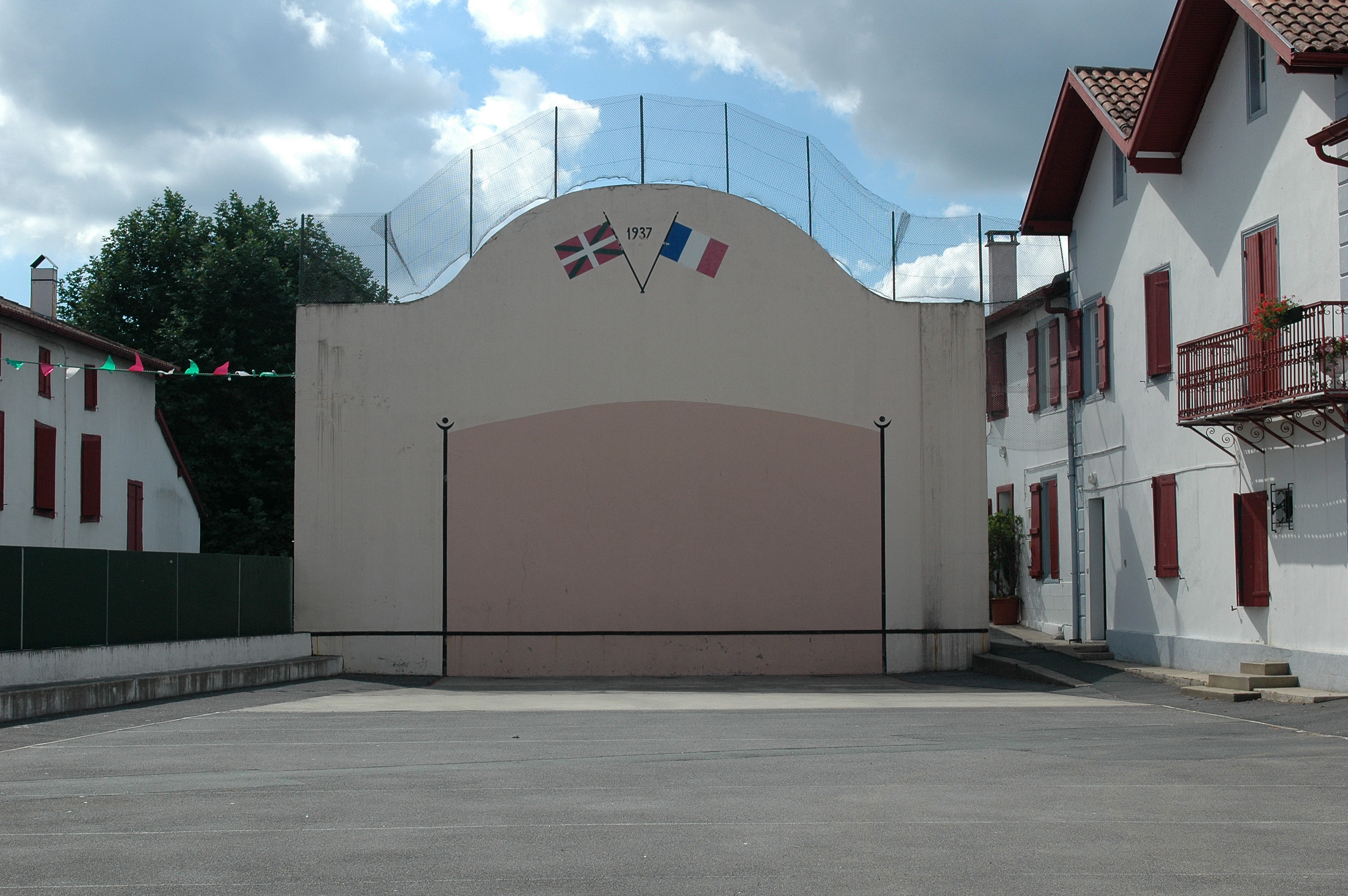
Фронтон (стена для игры в пелоту)
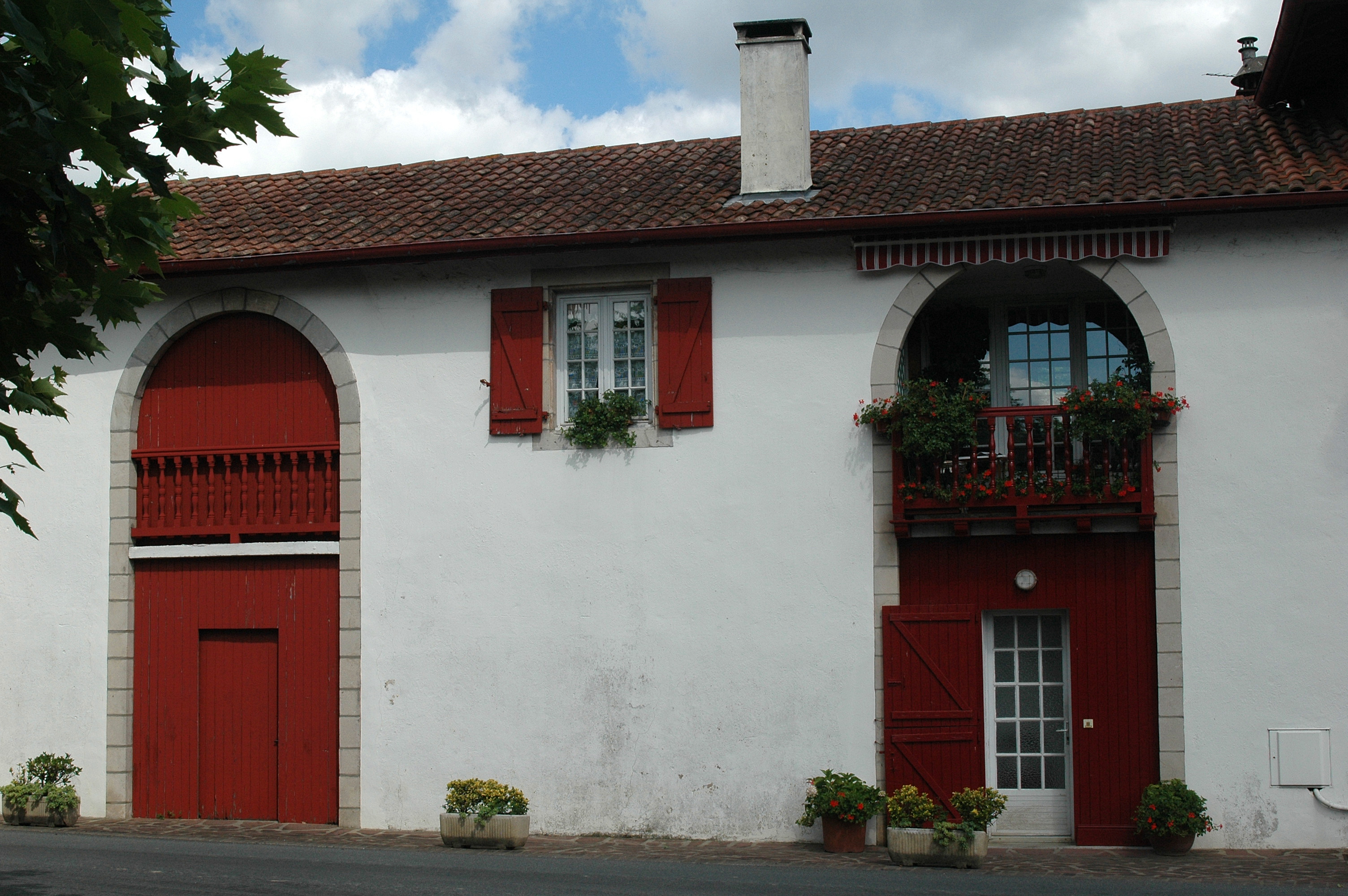
Ферма
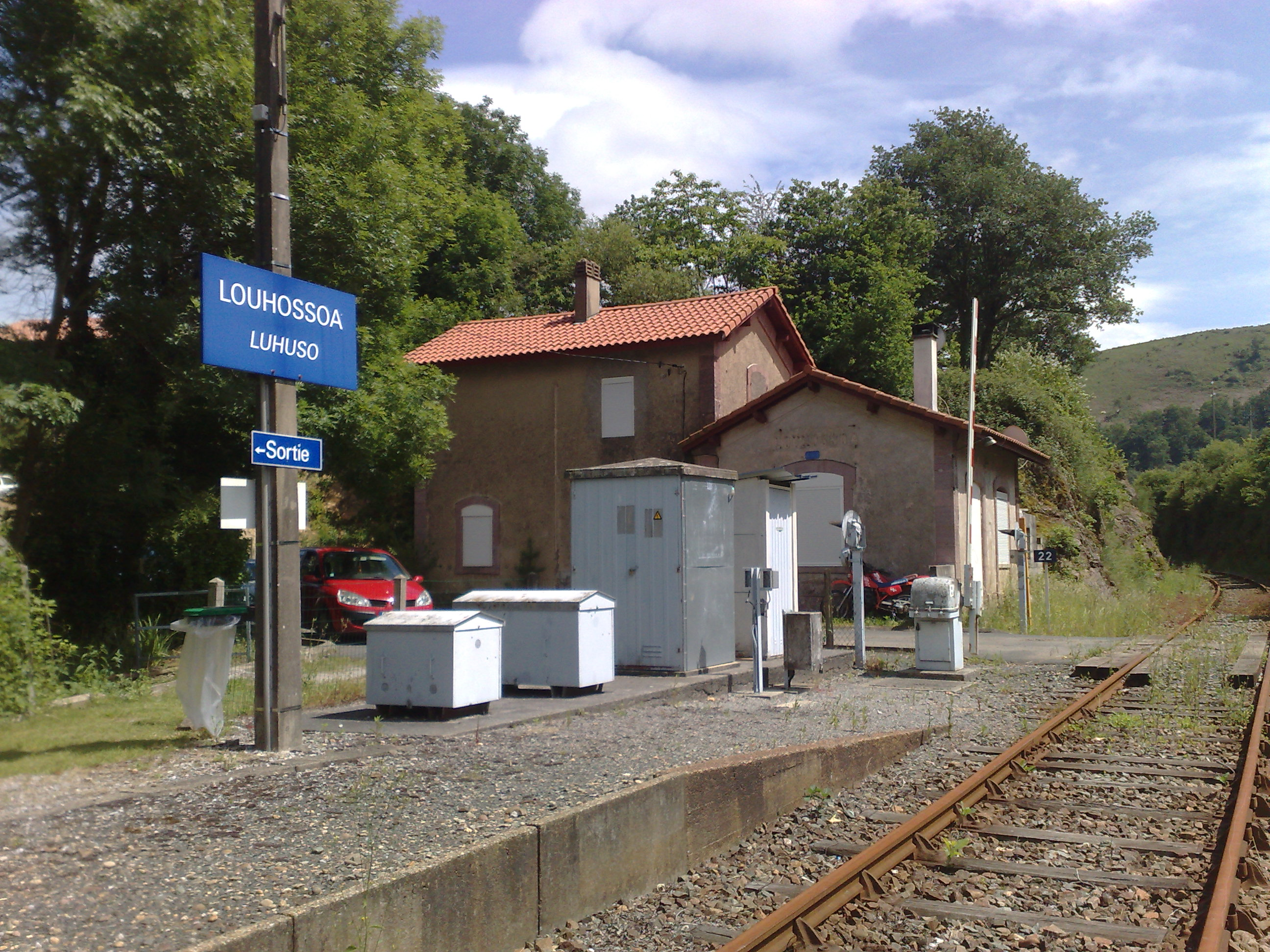
Вокзал
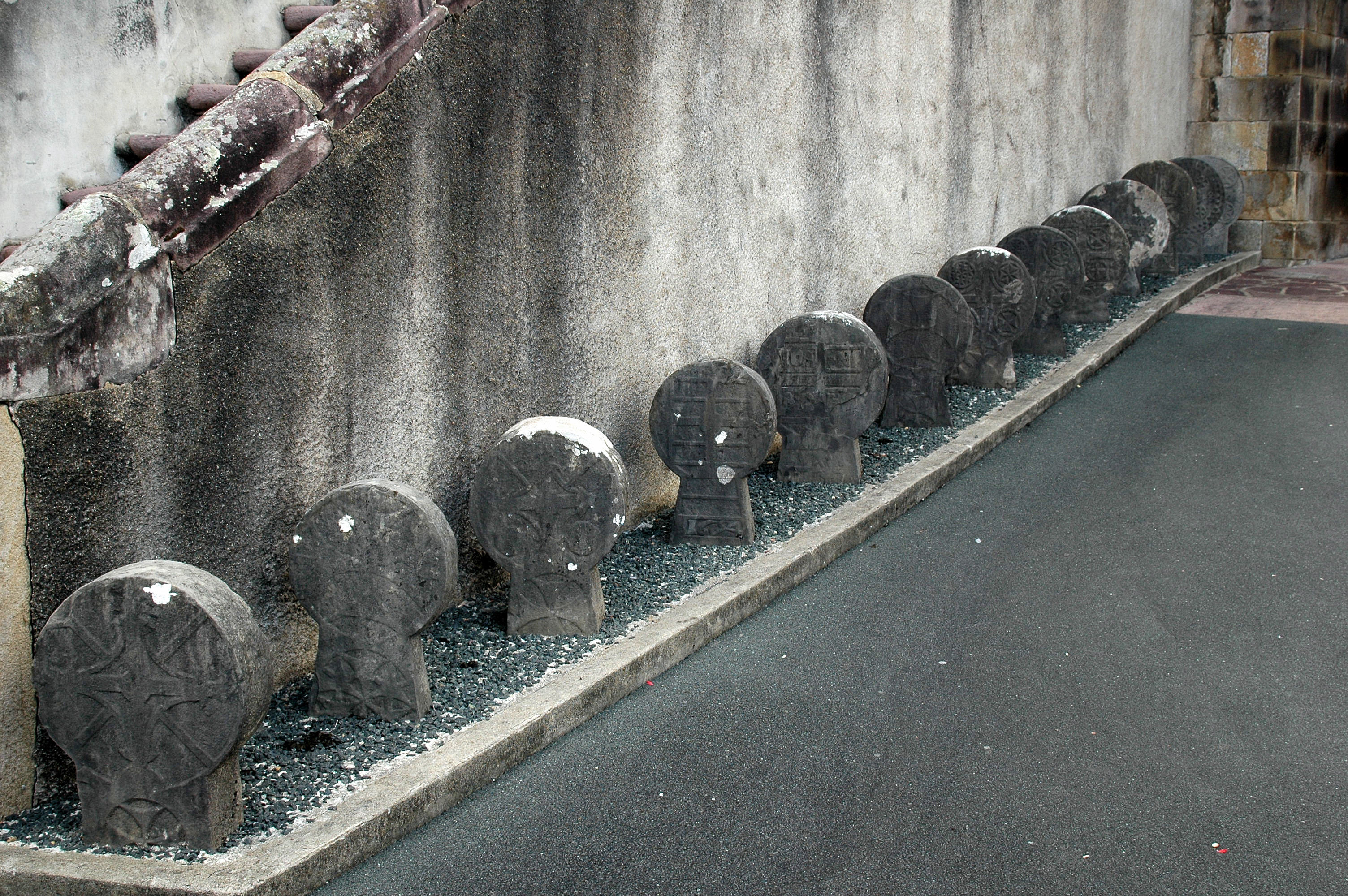
Баскские дисковидные стелы